# Batman (série de films)
Pour les articles homonymes, voir Batman.
Catégorie : 
 - Batman à la télévision 
- Batman au cinéma 
 - Batman en vidéofilm
Le personnage de Batman a fait l'objet de onze adaptations cinématographiques principales, plus de nombreux vidéofilms et dessins animés. On peut grouper ces onze films en cinq séries scénaristiquement indépendantes.
Le justicier masqué de DC Comics apparaît pour la première fois au cinéma en 1966, dans un film éponyme qui s'inscrit dans une série télévisée. Visant un public large, il s'agit d'une interprétation kitsch, burlesque et peu fidèle à l’esprit des comics.
L'idée d'adapter Batman est à nouveau considérée en 1979, lorsque les droits d'auteur sont achetés par les producteurs Michael Uslan et Benjamin Melniker. Après le refus de plusieurs studios, Warner Bros. accepte le projet en 1981. Quatre films sont finalement consacrés au personnage entre 1989 et 1997, réalisés par Tim Burton puis Joel Schumacher : Batman, Batman : Le Défi, Batman Forever et Batman et Robin. L'échec critique et commercial de ce dernier interrompt la série.
Entre 2005 et 2012, le réalisateur Christopher Nolan redémarre la franchise avec une trilogie à succès : il s'agit de Batman Begins, The Dark Knight et The Dark Knight Rises.
Dans le cadre de l'univers cinématographique DC, Zack Snyder réalise deux films sur Batman en 2016 et 2017 : Batman v Superman : L'Aube de la justice puis Justice League.
Enfin, en 2022 sort The Batman, réalisé par Matt Reeves, indépendant des films précédents.
Batman a été interprété successivement par Adam West (dans les années 1960), Michael Keaton (dans les films de Burton), Val Kilmer (dans Batman Forever), George Clooney (dans Batman et Robin), Christian Bale (dans la trilogie de Nolan), Ben Affleck (dans les films de Snyder) et Robert Pattinson (dans The Batman).

## Films en prises de vues réelles

### Serials

#### Batman(1943)
Batman (The Batman) est un serial en 15 chapitres sorti en 1943, produit par Columbia Pictures. Lewis Wilson y interprète le légendaire chevalier noir Batman, Douglas Croft est son acolyte Robin, alors que J. Carrol Naish joue le méchant, un personnage original nommé Dr. Daka. Les personnages secondaires sont interprétés par Shirley Patterson (Linda Page, la petite amie de Bruce Wayne) et William Austin (Alfred). Dans ce serial, Batman et Robin affrontent le Dr. Daka, un espion japonais qui a inventé une machine pouvant contrôler les esprits des êtres humains.

#### Batman et Robin(1949)
Batman et Robin (New Adventures of Batman and Robin, the boy-wonder) est un serial en 15 épisodes réalisée par Spencer Gordon Bennet en 1949, produit par Columbia Pictures. Robert Lowery y interprète Batman et Johnny Duncan est Robin, alors que Jane Adams joue la journaliste Vicki Vale et Lyle Talbot le Commissaire Gordon.
Le Professeur Hammil a créé un dispositif qui lui permet de contrôler tout véhicule à distance. Son invention est dérobée. Batman et Robin, assistés par Vicki Vale, partent à la recherche de cette invention qui est tombée dans de mauvaises mains.

#### Batman(1966)

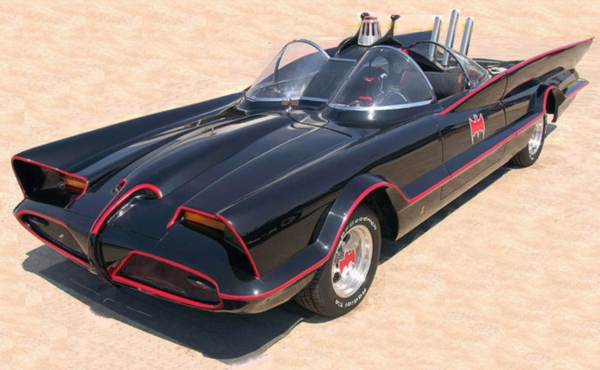
La Batmobile

Batman (Batman: The Movie) est un film américain, réalisé par Leslie H. Martinson, sorti en 1966, adapté de la série télévisée populaire Batman. Produit par la 20th Century Fox, Batman est interprété par Adam West et Burt Ward joue Robin. Le Pingouin (Burgess Meredith), le Joker (Cesar Romero), le Sphinx (Frank Gorshin) et la Catwoman (Lee Meriwether) forment une alliance afin de kidnapper un chercheur qui a mis au point un procédé permettant de déshydrater les corps humains jusqu'à l'état de poudre. Une fois le forfait commis, le quatuor de super-criminels kidnappe les membres du Conseil de sécurité de l'ONU et utilisent l'invention sur eux. Batman et son compagnon Robin, aidés de leur fidèle majordome Alfred (Alan Napier) et du commissaire Gordon (Neil Hamilton), doivent alors intervenir.
Leslie H. Martinson a également réalisé deux épisodes de la saison 1 de la série télévisée Batman : Le Vol du Pingouin (épisode 21) et Le Pingouin vole bas (épisode 22).

#### Dans la grotte de Batman(2003)
Le Sphinx (Frank Gorshin) et Catwoman (Julie Newmar) ont volé la Batmobile. Entre souvenirs et action, Adam West et Burt Ward mènent l'enquête en 2003 sur leurs anciens collègues acteurs de la série Batman dans laquelle ils ont joué au milieu des années 1960. Toutefois, les rôles des justiciers ont été confiés à d'autres acteurs, ainsi Jack Brewer devient Adam West/Batman et Jason Marsden joue Burt Ward/Robin. On y retrouve donc Frank Gorshin et Julie Newmar dans leur propres rôles alors que Lee Meriwether joue une serveuse.

### Première série de Tim Burton et Joel Schumacher

#### Production
| Équipe du tournage      | Films                                      | Films                                      | Films                                      | Films                                      |
| Équipe du tournage      | Batman (1989)                              | Batman : Le Défi (1992)                    | Batman Forever (1995)                      | Batman et Robin (1997)                     |
| ----------------------- | ------------------------------------------ | ------------------------------------------ | ------------------------------------------ | ------------------------------------------ |
| Réalisateurs            | Tim Burton                                 | Tim Burton                                 | Joel Schumacher                            | Joel Schumacher                            |
| Producteurs             | Benjamin Melniker                          | Benjamin Melniker                          | Benjamin Melniker                          | Benjamin Melniker                          |
| Producteurs             | Michael Ulsan                              |                                            |                                            |                                            |
| Producteurs             | Peter Guber                                | Peter Guber                                | Peter MacGregor-Scott                      | Peter MacGregor-Scott                      |
| Producteurs             | Jon Peters                                 |                                            |                                            |                                            |
| Producteurs             | Tim Burton                                 |                                            |                                            |                                            |
| Producteurs             | Denise Di Novi                             |                                            |                                            |                                            |
| Scénaristes             | Sam Hamm                                   | Sam Hamm                                   | Akiva Goldsman                             | Akiva Goldsman                             |
| Scénaristes             | Warren Skaaren                             | Daniel Waters                              | Lee Batchler                               |                                            |
| Scénaristes             |                                            | Janet Scott-Batchler                       |                                            |                                            |
| Compositeur(s)          | Danny Elfman                               | Danny Elfman                               | Elliot Goldenthal                          | Elliot Goldenthal                          |
| Photographie            | Roger Pratt                                | Stefan Czapsky                             | Stephen Goldblatt                          | Stephen Goldblatt                          |
| Monteur(s)              | Ray Lovejoy                                | Chris Lebenzon                             | Dennis Virkler                             | Dennis Virkler                             |
| Monteur(s)              |                                            | Bob Badami                                 | Mark Stevens                               | Mark Stevens                               |
| Société de distribution | Warner Bros.                               | Warner Bros.                               | Warner Bros.                               | Warner Bros.                               |
| Société de production   | Peter-Guber Company                        | Peter-Guber Company                        | Peter-Guber Company                        | Peter-Guber Company                        |
| Pays de production      | États-Unis                                 | États-Unis                                 | États-Unis                                 | États-Unis                                 |
| Durée                   | 126 minutes (2h06)                         | 126 minutes (2h06)                         | 122 minutes (2h02)                         | 125 minutes (2h05)                         |
| Genres                  | super-héros, fantastique, action, aventure | super-héros, fantastique, action, aventure | super-héros, fantastique, action, aventure | super-héros, fantastique, action, aventure |

#### Distribution
| Bruce Wayne / Batman                         | Michael Keaton (VF : Patrick Osmond)                                 | Michael Keaton (VF : Patrick Osmond)                                 | Val Kilmer (VF : Robert Guilmard)                                    | George Clooney (VF : Patrick Noérie)                                 |  |  |  |
| Alfred Pennyworth                            | Michael Gough (VF : Jacques Ciron)                                   | Michael Gough (VF : Jacques Ciron)                                   | Michael Gough (VF : Jacques Ciron)                                   | Michael Gough (VF : Jacques Ciron)                                   |  |  |  |
| James Gordon                                 | Pat Hingle (VF : Yves Barsacq (1, 3 et 4) et Jean-Claude Sachot (2)) | Pat Hingle (VF : Yves Barsacq (1, 3 et 4) et Jean-Claude Sachot (2)) | Pat Hingle (VF : Yves Barsacq (1, 3 et 4) et Jean-Claude Sachot (2)) | Pat Hingle (VF : Yves Barsacq (1, 3 et 4) et Jean-Claude Sachot (2)) |  |  |  |
| Dick Grayson / Robin                         |                                                                      |                                                                      | Chris O'Donnell (VF : Pierre Tessier)                                | Chris O'Donnell (VF : Pierre Tessier)                                |  |  |  |
| Harvey Dent / Double-Face                    | Billy Dee Williams (VF : Hervé Caradec)                              |                                                                      | Tommy Lee Jones (VF : Claude Giraud)                                 |                                                                      |  |  |  |
| Vicki Vale                                   | Kim Basinger (VF : Michèle Buzynski)                                 |                                                                      |                                                                      |                                                                      |  |  |  |
| Jack Napier / Le Joker                       | Jack Nicholson (VF : Jean-Pierre Moulin) Hugo E. Blick (jeune)       |                                                                      | David U. Hoges (jeune)                                               |                                                                      |  |  |  |
| Oswald Cobblepot / Le Pingouin               |                                                                      | Danny DeVito (VF : Philippe Peythieu)                                |                                                                      |                                                                      |  |  |  |
| Selina Kyle / Catwoman                       |                                                                      | Michelle Pfeiffer (VF : Emmanuèle Bondeville)                        |                                                                      |                                                                      |  |  |  |
| Edward Nigma / L'Homme Mystère               |                                                                      |                                                                      | Jim Carrey (VF : Vincent Violette)                                   |                                                                      |  |  |  |
| Salvatore Maroni                             | Dennis Paladino                                                      |                                                                      |                                                                      |                                                                      |  |  |  |
| Barbara Wilson / Batgirl                     |                                                                      |                                                                      |                                                                      | Alicia Silverstone (VF : Claire Guyot)                               |  |  |  |
| Victor Fries / Mr. Freeze                    |                                                                      |                                                                      |                                                                      | Arnold Schwarzenegger (VF : Daniel Beretta)                          |  |  |  |
| Pamela Isley / Poison Ivy                    |                                                                      |                                                                      |                                                                      | Uma Thurman (VF : Laurence Crouzet)                                  |  |  |  |
| Antonio Diego / Bane                         |                                                                      |                                                                      |                                                                      | Robert Swenson Michael Reid MacKay                                   |  |  |  |
| Jason Woodrue                                |                                                                      |                                                                      |                                                                      | John Glover                                                          |  |  |  |
| Jonathan Crane / L’Épouvantail (Le banquier) | Coolio                                                               |                                                                      |                                                                      |                                                                      |  |  |  |
| le maire de Gotham City                      | Lee Wallace (en)                                                     | Michael Murphy                                                       | George Wallace                                                       |                                                                      |  |  |  |

#### L’ère de Tim Burton

##### Batman
Tim Burton reçoit la direction du premier film de la série en 1986 qui est titré tout simplement comme le nom du héros du film : Batman. Adapté du comic de Bob Kane par Steve Englehart et Julie Hickson, le scénario a été finalement écrit par Sam Hamm. Le rôle-titre est offert à Michael Keaton, considéré jusqu’à lors comme un acteur exclusivement spécialisé dans la comédie. Jack Nicholson accepte quant à lui le rôle de Jack Napier alias le Joker, à condition que son salaire soit suffisamment haut et qu'il obtienne une part des recettes au box-office. Son salaire final atteindra les 50 millions de dollars. Le tournage a lieu dans les Pinewood Studios en Angleterre, d'octobre 1988 à janvier 1989. Le budget du film explosa : de 30 000 000 $, il passa à 48 000 000 $, alors que la grève des scénaristes de 1988 force Sam Hamm à quitter le tournage.
Celui-ci remanie dès lors tout ce qui a été fait jusque-là, en remplaçant Silver St. Cloud par la sulfureuse journaliste Vicki Vale (personnage créé en 1948), ainsi que Rupert Thorne par un personnage original (et donc absent des comics) comme Carl Grissom. Son plus gros changement était dans le fait qu'il choisit de ne pas raconter la création de Batman de façon claire, en commençant avec l'assassinat des parents de Bruce Wayne. Il considère plus intéressant (et plus intrigant) d'y revenir par le biais de flash-backs. À savoir aussi que le personnage connu comme Robin n'est pas entièrement supprimé de l'histoire car Dick Grayson y fait tout de même une brève apparition. Une scène où le jeune policier James Gordon est en patrouille durant la nuit du meurtre des parents Wayne figure également dans ce script, mais celle-ci sera supprimée lors des réécritures qui suivront, ainsi que toute référence à Robin / Dick Grayson[réf. nécessaire].
Batman reçoit un bon accueil du public et obtient l'Oscar de la meilleure direction artistique. Les recettes atteignirent les 400 millions de dollars.

##### Batman: Le Défi
À l'origine, Tim Burton ne souhaitait pas réaliser le second film. Il a finalement été convaincu après avoir lu le script. Michael Keaton reprend son rôle, alors que celui de Catwoman revient à Michelle Pfeiffer et celui du Pingouin à Danny DeVito. Le tournage commence aux studios Warner Bros. de Burbank en Californie en juin 1991.
Le film reçoit un bon accueil critique, mais certains parents se plaignent de la violence et des sous-entendus sexuels, inadaptés aux enfants .
Les droits du films sont ensuite repris pour le tournage du spin-off Catwoman, joué par Halle Berry.

#### L’ère de Schumacher

##### Batman Forever
Malgré le succès commercial de Batman : Le Défi, Warner Bros. estime que le film aurait dû rapporter encore plus d'argent. Le studio décide de confier la réalisation du film suivant à Joel Schumacher. Tim Burton participe cependant au projet en tant que producteur. Michael Keaton refusa de reprendre son rôle, parce qu'il n'aimait pas la direction que prenait le film. Val Kilmer le remplace, aux côtés de Tommy Lee Jones dans le rôle de Double-Face et Jim Carrey dans celui d'Edward Nigma (Enigma). Batman Forever est encore une fois un succès financier, rapportant plus de 350 millions de dollars, et est nommé à trois Oscars lors la 68e cérémonie, malgré l'accueil mitigé des critiques.

##### Batman et Robin
Le développement de Batman et Robin démarre immédiatement après Batman Forever. Val Kilmer cède sa place à George Clooney, opposé à Arnold Schwarzenegger et Uma Thurman. Sorti en juin 1997, le film est un succès relatif au box-office et est critiqué pour l'usage abusif de gadgets, son aspect kitsch et les sous-entendus homosexuels ajoutés par Joel Schumacher. Batman et Robin reçoit plusieurs nominations aux Razzie Awards 1998 et est souvent considéré comme étant l'un des pires films de super-héros de tous les temps.

#### Projet avorté
Après le succès de Batman : Le Défi, Tim Burton souhaite réaliser un 3e et dernier film, mais la Warner estime que ses films étaient trop sombres alors que le studio veut accueillir un public plus large. La réalisation d'un 3e Batman est donc confiée à Joel Schumacher. Dans ce 3e film, si Burton avait eu à le réaliser, Batman aurait dû affronter deux nouveaux ennemis : L'Homme-Mystère (incarnés par Robin Williams ou Micky Dolenz d'après les rumeurs), Double-Face (Billy Dee Williams), et peut-être l'Épouvantail, (Brad Dourif, Jeremy Irons et Robert Englund étaient candidats pour le rôle), renforçant la rumeur selon laquelle l'histoire se déroulerait durant la fête d'Halloween. Le personnage de mafieux Salvatore Maroni était supposé apparaître, joué par Al Pacino à en croire les rumeurs. Robin devait également être introduit dans cet épisode, incarné par Marlon Wayans, qui avait déjà à l'époque passé des essais du costume. Le nouvel amour de Bruce Wayne devait être Chase Meridian, jouée par Rene Russo .
Après la sortie au cinéma de Batman et Robin, un cinquième film, intitulé Batman Triumphant ou Batman Unchained, est annoncé par la Warner pour l'année 1999. Le réalisateur aurait dû être Joel Schumacher, pour la troisième fois. Mais après l'échec critique et public de Batman et Robin, le projet est abandonné. Dans cet opus avorté était annoncée la même distribution que pour Batman et Robin (George Clooney, Chris O'Donnell et Alicia Silverstone). Le trio masqué Batman, Robin et Batgirl aurait dû être opposé à Harley Quinn, l'Épouvantail, au Joker ressuscité et tous ses autres anciens ennemis des films précédent dans la ligné du Burton/Schumacherverse. Jack Nicholson aurait été sollicité pour reprendre le rôle du Joker, tenu dans le film de 1989 et Nicolas Cage pour incarner l'Épouvantail, cependant Coolio interprète le personnage dans le film Batman et Robin sous le nom d'un banquier et était envisagé pour reprendre le rôle. Un autre scénario a aussi été imaginé pour ce cinquième film potentiel. Le film aurait aussi pu s'intituler Batman: DarKnight[réf. nécessaire], avec le Dr Kirk Langstrom alias Man-Bat dans le rôle du méchant et bien sûr l'épouvantail.

### Seconde série de Christopher Nolan

#### Production
| Équipe du tournage      | Films                      | Films                                      | Films                        |
| Équipe du tournage      | Batman Begins (2005)       | The Dark Knight : Le Chevalier noir (2008) | The Dark Knight Rises (2012) |
| ----------------------- | -------------------------- | ------------------------------------------ | ---------------------------- |
| Réalisateur             | Christopher Nolan          | Christopher Nolan                          | Christopher Nolan            |
| Producteurs             | Benjamin Melniker          | Benjamin Melniker                          | Benjamin Melniker            |
| Producteurs             | Michael E. Uslan           |                                            |                              |
| Producteurs             | Charles Roven              |                                            |                              |
| Producteurs             | Emma Thomas                |                                            |                              |
| Producteurs             | Larry J. Franco            | Christopher Nolan                          | Christopher Nolan            |
| Scénaristes             | Christopher Nolan          | Christopher Nolan                          | Christopher Nolan            |
| Scénaristes             | David S. Goyer             |                                            |                              |
| Scénaristes             | Jonathan Nolan             |                                            |                              |
| Compositeurs            | Hans Zimmer                | Hans Zimmer                                | Hans Zimmer                  |
| Compositeurs            | James Newton Howard        |                                            |                              |
| Photographie            | Wally Pfister              | Wally Pfister                              | Wally Pfister                |
| Monteur                 | Lee Smith                  | Lee Smith                                  | Lee Smith                    |
| Société de distribution | Warner Bros.               | Warner Bros.                               | Warner Bros.                 |
| Pays de production      | États-Unis                 | États-Unis                                 | États-Unis                   |
| Durée                   | 139 minutes (soit 2 h 19)  | 152 minutes (soit 2 h 32)                  | 165 minutes (soit 2 h 45)    |
| Genres                  | thriller, action, aventure | thriller, action, aventure                 | thriller, action, aventure   |

#### Distribution
| Personnages                    | Films                                   | Films                                      | Films                                     |
| Personnages                    | Batman Begins (2005)                    | The Dark Knight : Le Chevalier noir (2008) | The Dark Knight Rises (2012)              |
| ------------------------------ | --------------------------------------- | ------------------------------------------ | ----------------------------------------- |
| Bruce Wayne / Batman           | Christian Bale (VF : Philippe Valmont)  | Christian Bale (VF : Philippe Valmont)     | Christian Bale (VF : Philippe Valmont)    |
| Alfred Pennyworth              | Michael Caine (VF : Frédéric Cerdal)    | Michael Caine (VF : Frédéric Cerdal)       | Michael Caine (VF : Frédéric Cerdal)      |
| James Gordon                   | Gary Oldman (VF : Vincent Violette)     | Gary Oldman (VF : Vincent Violette)        | Gary Oldman (VF : Vincent Violette)       |
| Lucius Fox                     | Morgan Freeman (VF : Benoît Allemane)   | Morgan Freeman (VF : Benoît Allemane)      | Morgan Freeman (VF : Benoît Allemane)     |
| Jonathan Crane / L’Épouvantail | Cillian Murphy (VF : Mathias Kozlowski) | Cillian Murphy (VF : Mathias Kozlowski)    | Cillian Murphy (VF : Mathias Kozlowski)   |
| Gillian B. Loeb                | Colin McFarlane                         | Colin McFarlane                            |                                           |
| Rachel Dawes                   | Katie Holmes (VF : Alexandra Garijo)    | Maggie Gyllenhaal (VF : Nathalie Bienaimé) |                                           |
| Anthony Garcia                 |                                         | Nestor Carbonell (VF : Franck Capillery)   | Nestor Carbonell (VF : Franck Capillery)  |
| Ra's al Ghul / Henry Ducard    | Liam Neeson (VF : Claude Giraud)        |                                            | Liam Neeson (VF : Samuel Labarthe)        |
| George Fredericks              | John Nolan                              |                                            | John Nolan                                |
| Carmine Falcone                | Tom Wilkinson                           |                                            |                                           |
| Le Joker                       |                                         | Heath Ledger (VF : Stéphane Ronchewski)    |                                           |
| Harvey Dent / Double-Face      |                                         | Aaron Eckhart (VF : Constantin Pappas)     |                                           |
| Selina Kyle                    |                                         |                                            | Anne Hathaway (VF : Caroline Victoria)    |
| Bane                           |                                         |                                            | Tom Hardy (VF : Jérémie Covillault)       |
| John Blake                     |                                         |                                            | Joseph Gordon-Levitt (VF : Alexis Victor) |
| Miranda Tate / Talia al Ghul   |                                         |                                            | Marion Cotillard (VF : elle-même)         |
| Jen                            |                                         |                                            | Juno Temple (VF : Jessica Monceau)        |

#### L'ère de Nolan

##### Batman Begins

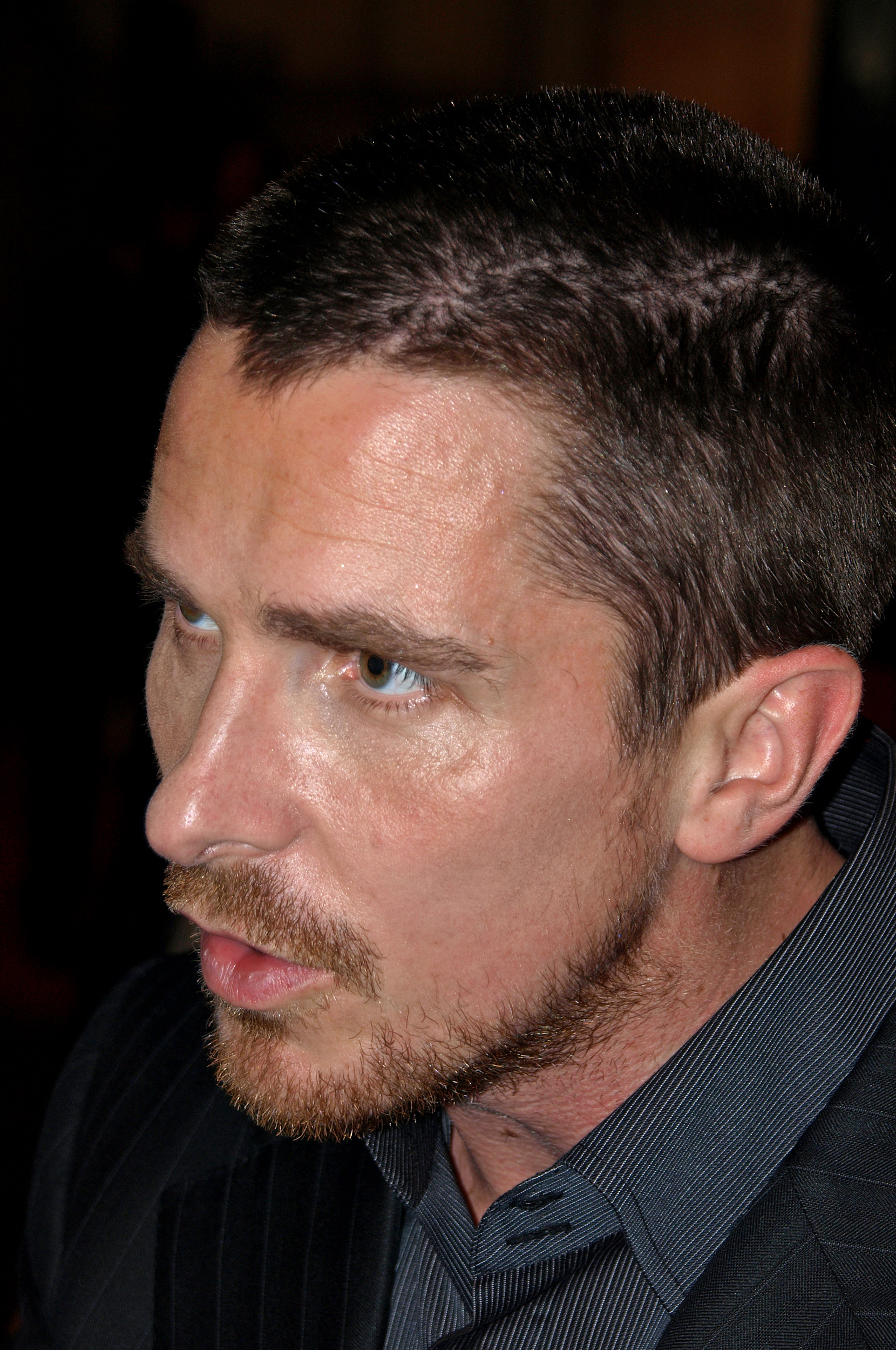
Christian Bale qui interprète Batman dans la trilogie de Christopher Nolan.

Batman Begins sort en 2005. Plusieurs acteurs connus y participent, comme Christian Bale qui tient le rôle de Batman, Morgan Freeman qui joue Lucius Fox, un actionnaire de l'entreprise, Michael Caine qui tient le rôle d'Alfred, le majordome, Gary Oldman qui joue le commissaire Gordon, et Katie Holmes qui joue une amie d'enfance de Bruce.
Ce cinquième épisode de Batman, réalisé par Christopher Nolan, raconte l'histoire du personnage, du meurtre de ses parents jusqu'à sa rencontre avec Henry Ducard qui l'aidera à devenir un soldat de la Ligue des Ombres. Puis ayant quitté la fraternité de la Ligue, il revient à Gotham et sous l'identité de Batman, il luttera contre la corruption et sauvera la ville de Ra's Al Ghul et de l'Épouvantail.

##### The Dark Knight: Le Chevalier noir
Sorti en 2008, c'est la suite de Batman Begins, le 2e de la saga Nolan et le 6e en tenant compte de la saga Burton/Schumacher. Dans cet épisode, Batman a affaire à son ennemi juré : le Joker joué par Heath Ledger. Épaulé par Harvey Dent joué par Aaron Eckhart, Batman fera tout pour démanteler la mafia.
Le succès du film a été très grand, souvent considéré comme le meilleur film Batman. Le magazine anglo-australien Empire le classe même comme le troisième meilleur film de tous les temps.
Mis à part Katie Holmes, remplacée par Maggie Gyllenhaal, de nombreux acteurs reprennent leur rôle respectif. Christian Bale pour Bruce Wayne / Batman, Gary Oldman pour James Gordon, Morgan Freeman pour Lucius Fox, Colin McFarlane pour Loeb, Cillian Murphy pour L'Épouvantail ainsi que Michael Caine pour Alfred Pennyworth.

##### The Dark Knight Rises
Sorti le 25 juillet 2012 dans les salles, Christopher Nolan reprend la réalisation. Ce sera la dernière contribution de Christopher Nolan sur le personnage. Outre les acteurs des deux premiers volets qui reprennent leurs rôles à savoir Christian Bale (Bruce Wayne/Batman), Morgan Freeman (Lucius Fox), Michael Caine (Alfred) et Gary Oldman (Commissaire Gordon), on retrouve à leurs côtés plusieurs nouveaux comédiens : Joseph Gordon-Levitt qui interprète John Blake (un jeune officier de police), Marion Cotillard qui incarne Miranda Tate (jeune femme reprenant le contrôle de Wayne Enterprises), Tom Hardy qui incarne le méchant du film, le célèbre Bane et Anne Hathaway qui quant à elle reprend le rôle jadis tenue par Michelle Pfeiffer, celui de Selina Kyle alias Catwoman, même si le nom de Catwoman ne sera jamais mentionné durant le film. On notera également la présence de deux anciens : Liam Neeson (Ra's Al Ghul) et Cillian Murphy (Jonathan Crane/L’Épouvantail) qui reprennent leur rôle le temps d'une scène chacun.

### Troisième série: univers cinématographique DC

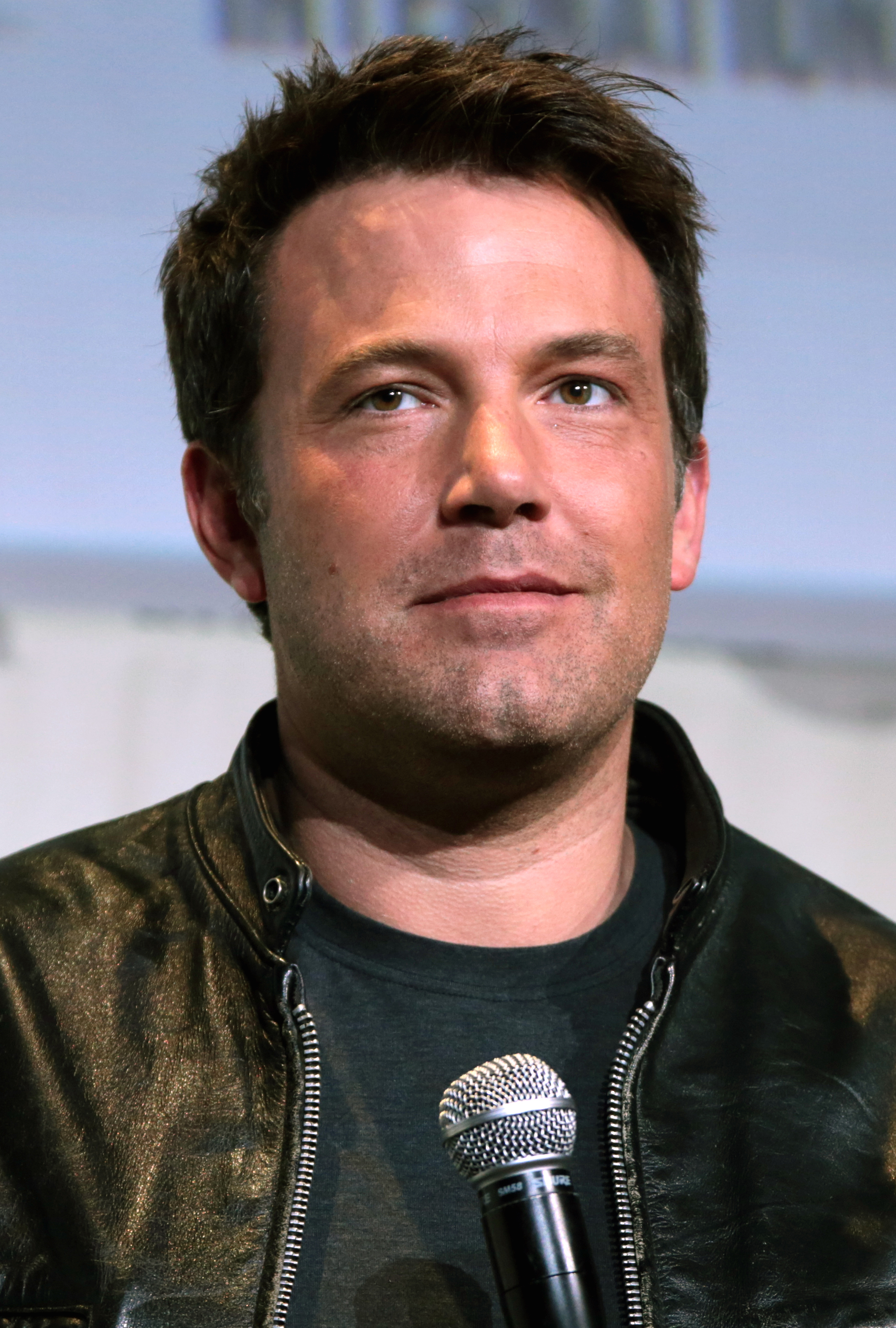
Ben Affleck incarne le personnage dans plusieurs films de l'univers cinématographique DC

L'idée de produire une suite à The Dark Knight Rises est rapidement abandonnée, Christopher Nolan et Christian Bale ayant clairement fait savoir qu'ils ne comptaient pas produire de quatrième volet à leur saga.
Toutefois, à la suite du grand succès de Man of Steel, Warner Bros. décide de lancer une franchise inspirée de DC Comics, l'univers cinématographique DC. En plus d'une suite à Man of Steel, un reboot de Batman est annoncé, ainsi qu'un projet de film Justice League, qui réunirait des superhéros de l'univers DC, qui auraient ensuite droit à leurs propres franchises. Zack Snyder annonce finalement que Batman reviendra bel et bien au cinéma, dans un crossover avec Superman, Batman v Superman : L'Aube de la justice, faisant suite à Man of Steel. Batman est interprété par Ben Affleck et croise la route d'autres superhéros, comme Wonder Woman, Aquaman et Flash. Ce second film de l'univers cinématographique DC sort en 2016.
Après une petite apparition dans Suicide Squad (2016), Batman occupe une place centrale de Justice League (2017), également mis en scène par Zack Snyder. Il est également présent dans Zack Snyder's Justice League (2021).
En 2023, Batman, toujours sous les traits de Ben Affleck, apparaît dans le film de l'univers cinématographique DC, The Flash. Dans cette aventure, Flash voyage dans le multivers, ce qui l'amène à rencontrer dans une réalité alternative le personnage de Batman, interprété par Michael Keaton et dans une autre réalité celui de George Clooney. Dans ce film, apparaît également en caméo à travers des images d'archive la version d'Adam West.
| Équipe du tournage      | Films                                                                | Films                        | Films                               | Films                      |                    |                    |
| Équipe du tournage      | Batman v Superman : L'Aube de la justice (2016)                      | Justice League (2017)        | Zack Snyder's Justice League (2021) | The Flash (2023)           |                    |                    |
| ----------------------- | -------------------------------------------------------------------- | ---------------------------- | ----------------------------------- | -------------------------- | ------------------ | ------------------ |
| Réalisateur             | Zack Snyder                                                          | Zack Snyder puis Joss Whedon | Zack Snyder                         | Andrés Muschietti          |                    |                    |
| Producteurs             | Charles Roven                                                        | Charles Roven                | Charles Roven                       | Michael Disco              |                    |                    |
| Producteurs             | Deborah Snyder                                                       | Deborah Snyder               | Deborah Snyder                      | Barbara Muschietti (en)    |                    |                    |
| Producteurs             | Dan Lin                                                              |                              |                                     |                            |                    |                    |
| Producteurs             | Doug Mitchell                                                        |                              |                                     |                            |                    |                    |
| Producteurs             | Geoff Johns                                                          |                              |                                     |                            |                    |                    |
| Producteurs             | Barrie M. Osborne                                                    |                              |                                     |                            |                    |                    |
| Scénaristes             | Chris Terrio                                                         | Chris Terrio                 | Chris Terrio                        | Chris Terrio               |                    |                    |
| Scénaristes             | David S. Goyer                                                       | Joss Whedon                  |                                     |                            |                    |                    |
| Compositeurs            | Junkie XL                                                            |                              | Junkie XL                           | Benjamin Wallfisch         |                    |                    |
| Compositeurs            | Hans Zimmer                                                          | Danny Elfman                 |                                     |                            |                    |                    |
| Photographie            | Larry Fong                                                           | Fabian Wagner (en)           | Fabian Wagner (en)                  | Henry Braham               |                    |                    |
| Monteur                 | David Brenner                                                        | David Brenner                | David Brenner                       | Jason Ballantine (en)      |                    |                    |
| Monteur                 |                                                                      | Richard Pearson              | Carlos M. Castillón                 | Paul Machliss (en)         | Paul Machliss (en) | Paul Machliss (en) |
| Monteur                 |                                                                      | Martin Walsh                 | Dody Dorn                           |                            |                    |                    |
| Société de distribution | Warner Bros.                                                         | Warner Bros.                 | Warner Bros.                        | Warner Bros.               |                    |                    |
| Pays de production      | États-Unis                                                           | États-Unis                   | États-Unis                          | États-Unis                 |                    |                    |
| Durée                   | 151 minutes (soit 2 h 30) (version longue) 183 minutes (soit 3 h 31) | 120 minutes (soit 2 h)       | 242 minutes (soit 4 h 2)            | 144 minutes (soit 2 h 24)  |                    |                    |
| Genres                  | thriller, action, aventure                                           | thriller, action, aventure   | thriller, action, aventure          | thriller, action, aventure |                    |                    |

### Quatrième série de Matt Reeves

#### The Batman
Un film solo est toujours envisagé au sein de l'univers cinématographique DC. initialement, Ben Affleck devait le mettre en scène en plus de jouer le chevalier noir. Il préfère cependant céder le siège de réalisateur. Matt Reeves est alors engagé. La Warner fixe la sortie américaine pour mars 2022, avec Robert Pattinson reprenant le rôle de Bruce Wayne alias Batman et Zoë Kravitz en tant que Selina Kyle alias Catwoman.

### Box-office
| Film                                     | Budget        | Dates de sortie  | Dates de sortie   | Revenus au box-office | Revenus au box-office | Revenus au box-office | Référence |
| Film                                     | Budget        | États-Unis       | France            | États-Unis            | France                | Monde                 | Référence |
| ---------------------------------------- | ------------- | ---------------- | ----------------- | --------------------- | --------------------- | --------------------- | --------- |
| Batman                                   | 48 000 000 $  | 12 juin 1989     | 13 septembre 1989 | 251 188 924 $         | 2 168 619 entrées     | 411 348 924 $         | [ 17 ]    |
| Batman : Le Défi                         | 80 000 000 $  | 19 juin 1992     | 15 juillet 1992   | 162 831 698 $         | 1 243 471 entrées     | 266 831 698 $         | [ 18 ]    |
| Batman Forever                           | 100 000 000 $ | 16 juin 1995     | 19 juillet 1995   | 184 031 112 $         | 1 681 063 entrées     | 336 531 112 $         | [ 19 ]    |
| Batman et Robin                          | 110 000 000 $ | 20 juin 1997     | 9 juillet 1997    | 107 325 195 $         | 1 370 818 entrées     | 238 207 122 $         | [ 20 ]    |
| Batman Begins                            | 150 000 000 $ | 15 juin 2005     | 15 juin 2005      | 205 343 774 $         | 1 506 332 entrées     | 371 853 783 $         | [ 21 ]    |
| The Dark Knight : Le Chevalier noir      | 180 000 000 $ | 18 juillet 2008  | 13 août 2008      | 533 345 358 $         | 3 036 568 entrées     | 1 004 558 444 $       | [ 22 ]    |
| The Dark Knight Rises                    | 250 000 000 $ | 20 juillet 2012  | 25 juillet 2012   | 448 139 099 $         | 4 385 032 entrées     | 1 081 008 499 $       | [ 23 ]    |
| Batman v Superman : L'Aube de la justice | 250 000 000 $ | 25 mars 2016     | 23 mars 2016      | 330 360 194 $         | 2 439 238 entrées     | 864 255 044 $         | [ 24 ]    |
| Justice League                           | 300 000 000 $ | 13 novembre 2017 | 15 novembre 2017  | 229 024 295 $         | 1 724 136 entrées     | 657 926 987 $         | [ 25 ]    |
| Zack Snyder's Justice League             | 70 000 000 $  | 18 mars 2021     | 18 mars 2021      | N/A                   | N/A                   | N/A                   |           |
| The Batman                               | 300 000 000 $ | 4 mars 2022      | 2 mars 2022       | 369 345 583 $         | 3 032 965 entrées     | 770 945 583 $         | [ 26 ]    |
| The Flash                                | 220 000 000 $ | 16 juin 2023     | 14 juin 2023      | 108 133 313 $         | 857 197 entrées       | 270 633 313 $         | [ 27 ]    |

### Accueil
| Film                                     | Rotten Tomatoes      | Metacritic       |
| Batman                                   | 72% (67 critiques)   | 66/100 (17 avis) |
| Batman : Le Défi                         | 80% (67 critiques)   | 68/100 (23 avis) |
| Batman Forever                           | 41% (58 critiques)   | 51/100 (23 avis) |
| Batman et Robin                          | 11% (85 critiques)   | 28/100 (21 avis) |
| Batman Begins                            | 85 % (263 critiques) | 70/100 (41 avis) |
| The Dark Knight : Le Chevalier noir      | 94% (289 critiques)  | 82/100 (39 avis) |
| The Dark Knight Rises                    | 88% (305 critiques)  | 78/100 (45 avis) |
| Batman v Superman : L'Aube de la justice | 29% (435 critiques)  | 44/100 (51 avis) |
| Justice League                           | 39% (408 critiques)  | 45/100 (52 avis) |
| Zack Snyder's Justice League             | 71% (305 critiques)  | 54/100 (46 avis) |
| The Batman                               | 85% (441 critiques)  | 72/100 (68 avis) |
| The Flash                                | 63% (381 critiques)  | 55/100 (55 avis) |

## Films d'animation

### DC Animated Universe

#### Batman contre le fantôme masqué
Film basé sur la série animée Batman, sorti en 1992 aux États-Unis et directement en vidéo et apparut en 1994 en France.
Plusieurs chefs de la pègre locale sont décédés à la suite d'attentats perpétrés par une silhouette fantomatique qui rôde à Gotham City. Alors que les autorités de la ville s'en prennent au justicier nocturne pour ces meurtres, Bruce Wayne doit affronter son passé émotionnel alors que son ex-fiancée Andréa Beaumont revient d'Europe.

### Films d'animation originaux de l'Univers DC

#### Timeline DC Animated Movie Universe

##### La Ligue des justiciers: Le Paradoxe Flashpoint
Alors que la Justice League (Flash, Batman, Superman, Wonder Woman, Cyborg, Aquaman et Capitaine Atom) vient de battre Zoom, Flash se réveille dans un monde bien différent du sien. Dans cet univers, Flash n'a plus de pouvoir, Aquaman et les Atlantes sont en guerre contre Wonder Woman et les Amazones, Superman n'existe pas et Batman n'est pas Bruce Wayne mais Thomas Wayne le père de Bruce. Flash accompagné de certains autres héros vont essayer de mettre fin à cette guerre et essayer d'aider Flash de retourner dans son univers

##### Le Fils de Batman
Un nouveau film d'animation Le Fils de Batman, sorti en 2014. Dans ce film, Bruce Wayne apprend qu'il a un fils, Damien, issus des amours entre Batman et Talia Al Ghul. Réalisé par Ethan Spaulding d'après une histoire de James Robinson, on y retrouvera aussi Deathstroke, Nightwing et Killer Croc. 

##### Batman vs. Robin
Batman et le nouveau Robin (Damian Wayne) font face à une nouvelle menace, la Cour des Hiboux. Robin et Batman accompagné de Nightwing devront affronter la Cour des Hiboux alors même que cette dernière veut séduire le jeune Robin.

##### Batman: Mauvais Sang
À la suite de la disparition de Batman, Nightwing prend la place de Batman pour assurer le calme à Gotham et comprendre sa disparition, il sera aidé de Robin (Damian Wayne) revenu de son exil à l'Hymalaya, Batwoman une nouvelle super-héroïne à Gotham, Alfred Pennyworth et Batwing. Ensemble ils devront affronter le nouveau groupe impliqué dans la disparition de Batman composé notamment de Firefly.

##### La Ligue des justiciers vs. les Teen Titans
Alors que Trigon, le père de Raven, refait son apparition face à la Justice League, Batman, à la suite du comportement irresponsable de son fils Robin, l'envoie rejoindre l'équipe des Teen Titans composé de Beast Boy, de Raven, de Blue Beetle et de Starfire. L'équipe des Teen Titans sera elle aussi confrontée au père de Raven, Trigon, et devront le combattre pour sauver Raven. Batman dans ce film n'est ici qu'un personnage secondaire voir tertiaire.

##### Justice League Dark
De mystérieuses tentatives de meurtre ont lieu dans plusieurs villes mais sont arrêtés à chaque fois par un membre de la Justice League. À chaque fois, des démons sont évoqués pour expliquer leurs tentatives de meurtres mais aucun démon n'est présent. La Justice League en conclu que la magie a peut-être son rôle à jouer. Batman accompagné de John Constantine, Deadman et Zatanna, trois adeptes de la magie vont essayer de découvrir le mystère qui entoure ses tentatives de meurtres et ses apparitions de démons.

##### Batman: Silence
Dans ce film, Batman, Catwoman et Nightwing vont devoir affronter un nouvel ennemi : Silence. Cette nouvelle équipe va aussi devoir affronter d'autres méchants embrigadés par Hush comme Harley Quinn, Poison Ivy, l'Homme Mystère ... Cependant Silence semble avoir quelques coups d'avance et en savoir un peu trop sur Batman et Bruce Wayne.

#### Timeline du Tommorowverse

##### Batman: The Long Halloween
Composé de deux parties, Batman: The Long Halloween prend place alors que Batman accompagné d'Harvey Dent et le capitaine Gordon traque la famille Falcone afin de les mettre une bonne fois pour toutes en prison. Cependant, une série de meurtre vise la famille Falcone. Un meurtrier masqué et inconnu qui agit uniquement les jours fériés. Alors que la situation à Gotham est tendue et oscillant entre meurtre, corruption et violence, Poison Ivy, le Penguin, Le Chapelier Fou, Solomon Grundy et le Joker sont de la partie pour participer au chaos.

##### Legion of Super-Heroes
Alors que Supergirl vient d'arriver sur Terre, elle, Superman et Batman vont devoir faire face à une organisation mystérieuse qui a aidé Solomon Grundy.

##### Justice League: Warworld
Alors que Batman, Wonder-Woman et Superman sont bloqués dans des époques différentes, ils devront faire face à l'entité qui les bloquent au sein d'une autre temporalité.

##### Justice League: Crisis on Infinite Earth
Partie 1 : Alors qu'une menace plane sur le multivers, l'entité Le Monitor va réunir les meilleurs héros des différents univers pour stopper le mur d'antimatière inarrêtable. Flash va dans le même temps expérimenter les voyages dans le temps et dans le multivers.
Partie 2 : Malgré la victoire face à la vague d'antimatière, les vagues d'antimatière continuent de manière non régulière et avec une intensité fluctuante. La question d'une attaque organisée se pose. Mais qui ?
Partie 3 : Alors que Le Monitor est mort, un ennemi apparaît : l'Anti-Monitor. Cet ennemi qui semble invincible pose question. C'est ainsi qu'est exploré le lien entre Flash, Batman et John Constantine et ce nouvel ennemi.

#### Hors Timeline Principale

##### Batman: Contes de Gotham
Le film est une succession de six courts métrages venant de studios d'animation japonais. Les six histoires se déroulent entre les films de Christopher Nolan : Batman Begins et The Dark Knight : Le Chevalier Noir. Ses six courts métrages se concentrent sur certains méchants de l'univers de Batman ainsi que sur le passé de Batman.

##### Superman/Batman: Ennemis publics
Alors que Lex Luthor est devenu président des États-Unis d'Amérique et qu'une météorite de kryptonite fonce sur la Terre, Superman est accusé d'avoir tué un super-héros. Les super-héros ainsi que certains méchants s'allient dans une traque pour emprisonné Superman et son allié Batman.

##### La Ligue des justiciers: Conflit sur les deux Terres
Alors que dans un autre univers Lex Luthor, créateur de la Justice League et dernier survivant de la League, fait face à un syndicat du crime avec des super-héros miroir de la Justice League. Lex Luthor vient voir la Justice League pour leur demander de l'aide. Batman, Superman, Green Lantern, Wonder Woman, Marthian Manhunter et Flash vont aider le Lex Luthor de l'autre univers combattre le syndicat du crime.

##### Batman et Red Hood: Sous le masque rouge
Gotham, quelques années après la mort de Robin, subit l'arrivée d'un nouveau méchant voulant attirer l'attention sur lui : Red Hood. Batman va devoir combattre ce nouvel ennemi qui semble vouloir devenir le nouveau parrain de la drogue et qui connait l'identité de Batman.

##### Superman/Batman: Apocalypse
Ce film est la suite de Superman/Batman : Ennemis Publics. Dans ce film, Batman, Superman et Wonder Woman font face à l'arrivée d'une nouvelle super-héroïne : la cousine de Superman, Kara Zor-El. Cependant Darkseid est très intéressé par la nouvelle kryptonienne pour s'en servir comme sous-fifre. Superman, Batman et Wonder Woman accompagné par Big Barda vont devoir récupérer Kara Zor-El des mains de Darkseid.

##### Batman: Year One
Bruce Wayne et James Gordon viennent d'arriver à Gotham, le film suit la première année en service de Batman et du lieutenant Gordon. Les deux protagonistes vont essayer de lutter contre le crime à leur manière que ce soit à l'extérieur mais aussi à l'intérieur de la police.

##### Batman: The Dark Knight Returns
Cela fait 10 ans que Bruce Wayne a pris sa retraite de Batman, la ville est devenue plus sûre, le Joker n'est plus actif, Double-Face a guéri et Gordon va bientôt prendre sa retraite. Cependant, Bruce Wayne fait face à ses démons et n'arrive pas encore à totalement abandonner Batman. Face à un nouveau groupe de méchants, Bruce Wayne va réenfiler le costume mais il va aussi remettre en avant le débat sur la nécessité et le bien fondé de Batman.

##### Batman: Assaut sur Arkham
Amanda Waller veut récupérer la clé USB caché dans le sceptre de l'Homme Mystère, elle ça pour cela engager la Suicide Squad composé notamment de Harley Quinn, Deadshot, Captain Boomerang, King Shark ... Cette équipe devra rentrer dans l'asile d'Arkham afin de récupérer le sceptre tout en évitant d'attirer Batman qui est lui occupé par la bombe sale caché par le Joker 

##### La Ligue des Justiciers: Dieux et Monstres
Le film nous présente un univers alternatif où chaque membre de la Justice League à son passé changé ainsi que son identité. Ainsi, Batman (de son vrai nom Kirk) est issu d'une expérience scientifique sur des chauves-souris l'ayant transformé en pseudo-vampire. Le film se concentre ainsi sur les assassinats mystérieux d'éminents scientifiques alors même que les indices accusent la Justice League d'être les meurtriers. Ainsi la Justice League devra enquêter sur ses assassinats.

##### Batman & Harley Quinn
Batman et Nightwing vont devoir faire équipe avec Harley Quinn pour déjouer les plans de Poison Ivy ainsi que Floronic Man.

##### Batman: Soul of the Dragon
Dans les années 70, Batman accompagné de trois anciens camarades Lady Shiva, Richard Dragon et Tiger vont devoir faire face à une secte voulant utiliser un ancien artefact pour libérer un démon.

##### Injustice
Alors que Lois Lane est morte, Superman décide de punir les criminels, leurs soutiens et les membres de la Justice League. Face à cela, Batman ainsi que d'autres justiciers vont s'opposer aux méthodes de Superman rejoint par Wonder Woman.

##### Batman and Superman: Battle of the Super Sons
Alors que Batman accueille depuis peu son fils Damian Wayne et que le fils de Superman, Jon, découvre ses pouvoirs, un parasite nommé Starro arrive sur Terre depuis Krypton. Après la soumission par Starro de Superman et Batman ainsi que Green Arrow et les Teen Titans soient sous l'emprise de Starro, Robin et Jon vont devoir affronter Starro pour la survie de l'humanité.

#### Batman: La Malédiction qui s'abattit sur Gotham
Alors que Bruce Wayne est en voyage pour retrouver un équipage dirigé par Oswald Cobbelpot perdu, Bruce Wayne se retrouve face à un mort vivant infecté par une menace extraterrestre et annonçant la fin de Gotham. Face à cette menace, Bruce Wayne accompagné de Kai Li Cain, Dick Grayson, Sanjay "Jay" Tawde et du majordome Alfred Pennyworth va rentrer à Gotham. Arrivé à Gotham, Bruce Wayne devra faire face à Talia al-Ghul, Poison Ivy, plusieurs démons, Harvey Dent et d'autres ennemis ainsi qu'à une sombre histoire de destin. Il sera aidé de ses amis Kirk Langstrom, Oliver Queen et Etrigan.

### Hors Collection

#### Lego Batman, le film
Adaptation en animation Lego de Chris MacKay prévue pour 2017 avec Will Arnett pour Batman et Michael Cera pour Robin.

#### Superman: Red Son
Superman n'est pas arrivé aux Etats-Unis d'Amérique mais en URSS lors de la guerre froide. Après une ascension fulgurante au poste de premier secrétaire du parti, il va devoir faire face aux Etats-Unis d'Amérique et au cerveau ingénieux de Lex Luthor ainsi qu'un ennemi au sein de l'URSS, Batman, un enfant du goulag.

#### Distribution
| Personnages          | Films                                                                           | Films                                                                      | Films                               |
| Personnages          | DC Animated Universe                                                            | DC Animated Movie Universe                                                 | Tommorowverse                       |
| -------------------- | ------------------------------------------------------------------------------- | -------------------------------------------------------------------------- | ----------------------------------- |
| Bruce Wayne / Batman | Kevin Conroy (VF : Richard Darbois) / (VF : Patrick Messe) / (VF : Bruno Carna) | Kevin Conroy / Jason O'Mara (VF : Emmanuel Jacomy) / (VF : Adrien Antoine) | Jensen Ackles (VF : Adrien Antoine) |

### Box-Office
| Titre                                                 | Box-Office  | Ref.   |
| ----------------------------------------------------- | ----------- | ------ |
| La Ligue des justiciers : Nouvelle Frontière          | $5,735,377  | [ 28 ] |
| Batman : Contes de Gotham                             | $8,539,068  | [ 29 ] |
| Superman/Batman : Ennemis publics                     | $11,014,346 | [ 30 ] |
| La Ligue des justiciers : Conflit sur les deux Terres | $8,636,868  | [ 31 ] |
| Batman et Red Hood : Sous le masque rouge             | $12,411,958 | [ 32 ] |
| Superman/Batman : Apocalypse                          | $8,839,887  | [ 33 ] |
| Batman: Year One                                      | $6,137,182  | [ 34 ] |
| La Ligue des justiciers : Échec                       | $7,539,282  | [ 35 ] |
| Batman: The Dark Knight Returns                       | $6,006,141  | [ 36 ] |
| La Ligue des justiciers : Le Paradoxe Flashpoint      | $5,260,646  | [ 37 ] |
| La Ligue des justiciers : Guerre                      | $5,802,728  | [ 38 ] |
| Le Fils de Batman                                     | $7,023,969  | [ 39 ] |
| Batman : Assaut sur Arkham                            | $5,946,258  | [ 40 ] |
| La Ligue des justiciers : Le Trône de l'Atlantide     | $4,657,085  | [ 41 ] |
| Batman vs. Robin                                      | $4,657,085  | [ 42 ] |
| La Ligue des justiciers : Dieux et Monstres           | $2,972,092  | [ 43 ] |
| Batman : Mauvais Sang                                 | $4,865,442  | [ 44 ] |
| La Ligue des justiciers vs. les Teen Titans           | $4,865,442  | [ 45 ] |
| Batman: The Killing Joke                              | $8,994,247  | [ 46 ] |
| Justice League Dark                                   | $3,318,438  | [ 47 ] |
| Batman et Harley Quinn                                | $2,247,876  | [ 48 ] |
| Batman: Gotham by Gaslight                            | $4,697,126  | [ 49 ] |
| Justice League vs. the Fatal Five                     | $2,185,458  | [ 50 ] |
| Batman : Silence                                      | $3,597,264  | [ 51 ] |
| Superman: Red Son                                     | $2,032,174  | [ 52 ] |
| Justice League Dark: Apokolips War                    | $5,513,095  | [ 53 ] |
| Batman: Soul of the Dragon                            | $2,440,091  | [ 54 ] |
| Batman: The Long Halloween, partie 1                  | $3,614,608  | [ 55 ] |
| Batman: The Long Halloween, partie 2                  | $2,558,403  | [ 56 ] |
| Injustice                                             | $2,740,602  | [ 57 ] |
| Batman and Superman: Battle of the Super Sons         | $1,035,797  | [ 58 ] |

### Accueil
| Film                                                  | Rotten Tomatoes     | Rotten Tomatoes (Audience) | AlloCiné             |
| Batman contre le fantôme masqué                       | 81% (53 avis)       | 88% (+5000 avis)           | /                    |
| Batman et Mr. Freeze : Subzero                        | 92% (12 avis)       | 67% (+50000 avis)          | /                    |
| Batman, la relève : Le Retour du Joker                | 100% (10 avis)      | 86% (+50000 avis)          | /                    |
| Batman : La Mystérieuse Batwoman                      | 60% (5 avis)        | 63/100 (+10000 avis)       | /                    |
| La Ligue des justiciers : Nouvelle Frontière          | /                   | 71% (+5000 avis)           | /                    |
| Batman : Contes de Gotham                             | /                   | 73% (+2500 avis)           | /                    |
| Superman/Batman : Ennemis publics                     | /                   | 66% (+2500 avis)           | /                    |
| La Ligue des justiciers : Conflit sur les deux Terres | /                   | 73% (+2500 avis)           | /                    |
| Batman et Red Hood : Sous le masque rouge             | 100% (8 avis)       | 92% (+10000 avis)          | /                    |
| Superman/Batman : Apocalypse                          | 20% (5 avis)        | 68% (+2500 avis)           | /                    |
| Batman: Year One                                      | 89% (9 avis)        | 79% (+2500 avis)           | /                    |
| La Ligue des justiciers : Échec                       | 100% (5 avis)       | 87% (+5000 avis)           | /                    |
| Batman: The Dark Knight Returns, partie 1             | 100% (6 avis)       | 87% (+5000 avis)           | /                    |
| Batman: The Dark Knight Returns, partie 2             | /                   | 94% (+5000 avis)           | /                    |
| La Ligue des justiciers : Le Paradoxe Flashpoint      | 100% (6 avis)       | 93% (+5000 avis)           | /                    |
| La Ligue des justiciers : Guerre                      | 57% (7 avis)        | 79% (+2500 avis)           | /                    |
| Le Fils de Batman                                     | 64% (11 avis)       | 72% (+2500 avis)           | /                    |
| Batman : Assaut sur Arkham                            | 78% (9 avis)        | 85% (+2500 avis)           | /                    |
| La Ligue des justiciers : Le Trône de l'Atlantide     | 63% (8 avis)        | 63% (+1000 avis)           | /                    |
| Batman vs. Robin                                      | 100% (5 avis)       | 78% (+1000 avis)           | /                    |
| La Ligue des justiciers : Dieux et Monstres           | 88% (8 avis)        | 71% (+1000 avis)           | /                    |
| Batman : Mauvais Sang                                 | 100% (5 avis)       | 64% (+1000 avis)           | /                    |
| La Ligue des justiciers vs. les Teen Titans           | 80% (5 avis)        | 66% (+1000 avis)           | /                    |
| Batman: The Killing Joke                              | 36% (45 avis)       | 50% (+10000 avis)          | /                    |
| Justice League Dark                                   | 80% (10 avis)       | 70% (+1000 avis)           | /                    |
| Batman et Harley Quinn                                | 50% (12 avis)       | 51% (+1000 avis)           | /                    |
| Batman vs. Double-Face                                | 100% (8 avis)       | 61% (+100 avis)            | /                    |
| Batman: Gotham by Gaslight                            | 75% (12 avis)       | 67% (+500 avis)            | /                    |
| Batman Ninja                                          | 82% (17 avis)       | 60% (+1000 avis)           | /                    |
| Justice League vs. the Fatal Five                     | 100% (9 avis)       | 67% (+500 avis)            | /                    |
| Batman : Silence                                      | 83% (18 avis)       | 70% (+250 avis)            | /                    |
| Superman: Red Son                                     | 89% (18 avis)       | 64% (+250 avis)            | /\|                  |
| Justice League Dark: Apokolips War                    | 100% (19 avis)      | 90% (+1000 avis)           | /                    |
| Batman: Soul of the Dragon                            | 93% (15 avis)       | 66% (+250 avis)            | /                    |
| Batman: The Long Halloween, partie 1                  | 100% (21 avis)      | 88% (+500 avis)            | /                    |
| Batman: The Long Halloween, partie 2                  | 100% (15 avis)      | 81% (+250 avis)            | /                    |
| Injustice                                             | 50% (6 avis)        | 41% (+250 avis)            | /                    |
| Batman and Superman: Battle of the Super Sons         | 100% (9 avis)       | 87% (+100 avis)            | /                    |
| Lego Batman, le film                                  | 90% (315 critiques) | 80% (+25000 avis)          | 2,7/5 (17 critiques) |